# Cantón de Bayona-Oeste
El cantón de Bayona-Oeste era una división administrativa francesa, situada en el departamento de los Pirineos Atlánticos y la región Aquitania.

## Composición
El cantón de Bayona-Oeste estaba formado por una parte de la ciudad de Bayona.

## Supresión del cantón de Bayona-Oeste
En aplicación del Decreto nº 2014-248 de 25 de febrero de 2014 el cantón de Bayona-Oeste  fue suprimido el 22 de marzo de 2015 y la sección de Bayona que lo formaba, pasó a formar parte de los nuevos cantones de Bayona-1, Bayona-2 y Bayona-3.